# Язбине (Шентюр)
Язбине (словен. Jazbine) — поселення в общині Шентюр, Савинський регіон, Словенія. 
Висота над рівнем моря: 468,5 м.